# Санфранциска ботаническа градина
Санфранциската ботаническа градина (на английски: San Francisco Botanical Garden) е ботаническа градина, разположена в Голдън Гейт парк, Сан Франциско, Калифорния.
Разпростира се на 22,3 хектара (55 акра) и включва 7500 вида растения от цял свят, което я нарежда сред най-големите ботанически градини на Западното крайбрежие на САЩ.
Първите посеви на мястото на градината са направени през 1890-те години от Джон Мак Ларен, но поради липса на средства е открита официално едва през май 1940 г.